# Fifteen Feet of Pure White Snow
„Fifteen Feet Of Pure White Snow” to drugi utwór wydany z krążka zatytułowanego No More Shall We Part autorstwa grupy Nick Cave and the Bad Seeds. Singel został wydany w wersji CD oraz jako 10” indywidualnie numerowany krążek winylowy z różną zawartością.

## Edycja 10"
1. Fifteen Feet Of Pure White Snow (Album Version)
2. God Is In The House (Westside Session)
3. And No More Shall We Part (Westside Session)

## Edycja CD
1. Fifteen Feet Of Pure White Snow (Album Version)
2. God Is In The House (Westside Session)
3. We Came Along This Road (Westside Session)

Producenci:  Nick Cave and the Bad Seeds i Tony Cohen